# KF Turbina Cërrik
Klubi i Futbollit Turbina Cërrik là một câu lạc bộ bóng đá Albania đến từ Cërrik thành lập năm 1956. Hiên tại câu lạc bộ thi đấu ở Giải bóng đá hạng nhất quốc gia Albania.

## Đội hình hiện tại
Ghi chú: Quốc kỳ chỉ đội tuyển quốc gia được xác định rõ trong điều lệ tư cách FIFA. Các cầu thủ có thể giữ hơn một quốc tịch ngoài FIFA.
| Số | VT | Quốc gia | Cầu thủ                    |
| -- | -- | -------- | -------------------------- |
| 1  | TM | Albania  | Blendi Vashaku             |
| 3  | HV | Albania  | Denis Duda                 |
| 5  | HV | Albania  | Ervin Sulejmani            |
| 7  | TV | Albania  | Alfred Allamani            |
| 8  | TV | Albania  | Elvis Xhelili              |
| 10 | TĐ | Albania  | Klevis Rroshi (đội trưởng) |
| 11 | TĐ | Albania  | Enton Allmeta              |
| 16 | HV | Albania  | Mirjan Begaj               |

| Số | VT | Quốc gia | Cầu thủ          |
| -- | -- | -------- | ---------------- |
| 17 | TV | Nigeria  | Gabriel Steven   |
| 21 | TV | Albania  | Gerald Kamami    |
| 24 | HV | Albania  | Dorjan Bajrami   |
| 12 | TM | Albania  | Xhenaldo Miza    |
| 14 | TV | Albania  | Denis Drazhi     |
| 22 | TĐ | Albania  | Fjodor Kamani    |
| 23 | TĐ | Albania  | Elis Metaj       |
| 25 | HV | Albania  | Markelian Biduli |